# 千葉市立大椎小学校
千葉市立大椎小学校（ちばしりつ おおじしょうがっこう）は、千葉市緑区あすみが丘6丁目38番地にある公立小学校。通称「大椎小」。

## 沿革
※以下の内容は学校ウェブサイトの「学校の沿革」による。
- 1993年4月1日 - 千葉市立土気南小学校より校区を分割して創立。千葉市では112番目の小学校であった。
- 1994年2月26日 - 　校歌・校章を制定。

## 通学区域
- 小山町
- 板倉町
- あすみが丘6丁目から9丁目
- 大椎町
- 大木戸町の一部

## 進学先中学校
- 千葉市立大椎中学校

## アクセス
- JR土気駅南口から千葉中央バスあすみが丘A線大椎小学校バス停より徒歩1分